# Ẩm thực Slovakia

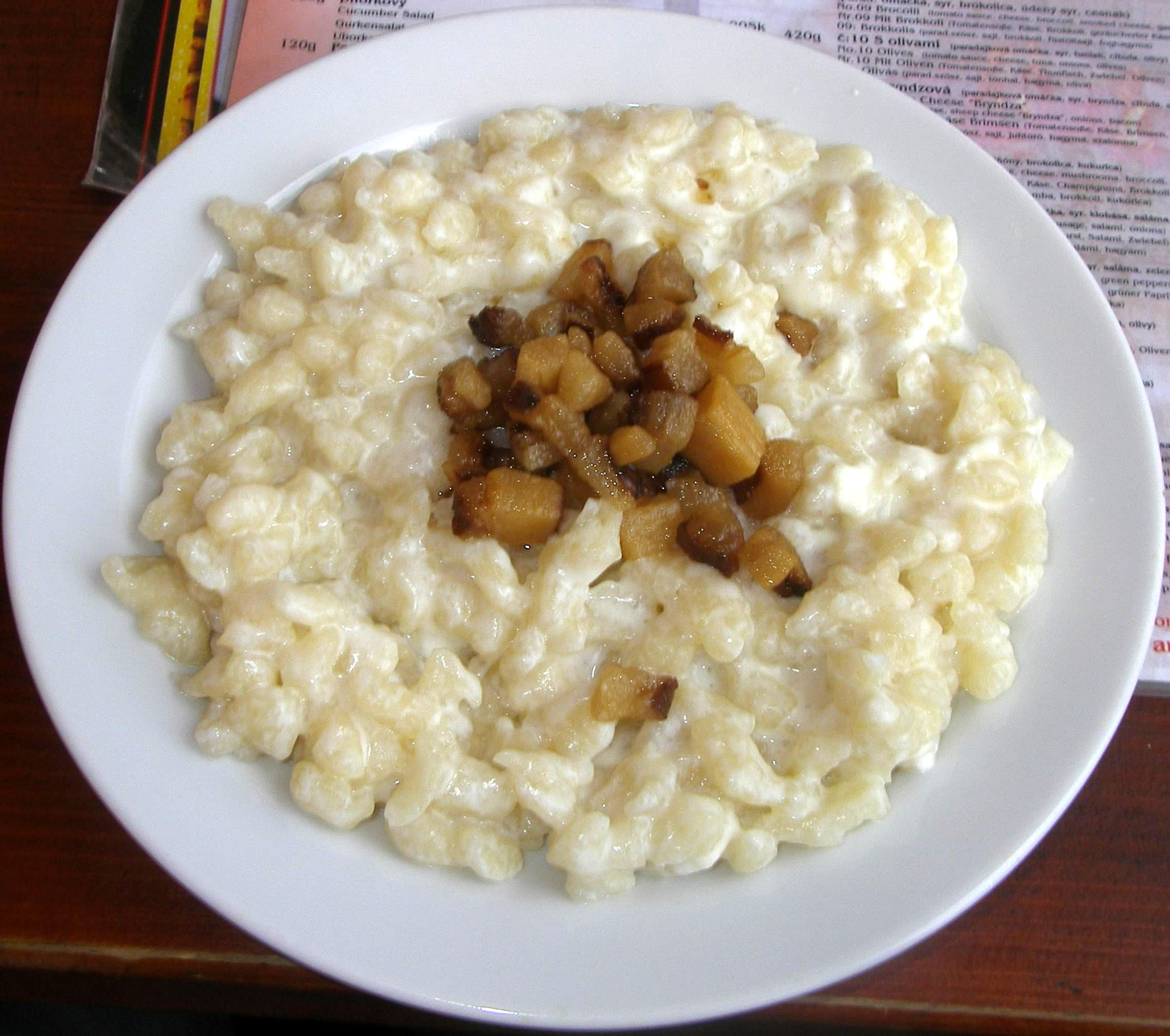
Bryndzové halušky, đặc sản quốc gia Slovak

Ẩm thực Slovakia nhau giữa các khu vực của Slovakia. Nền ẩm thực đất nước này đã chịu ảnh hưởng bởi các nền ẩm thực truyền thống của các nước láng giềng và tạo ra ảnh hưởng đối với nền ẩm thực các nước láng giềng. Nguồn gốc của các món ăn truyền thống Slovakia có thể được truy nguồn từ thời khi phần lớn dân số sống tự cấp tự túc trong các thôn làng, với thực phẩm nhập khẩu và xuất khẩu rất hạn chế và không có các phương tiện hiện đại, bảo quản, chế biến thực phẩm.
Thịt lợn, thịt bò và thịt gà là ba loại thịt chính được tiêu thụ ở Slovakia, và thịt lợn là phổ biến nhất. Gà là loại gia cầm được tiêu thụ nhiều nhất, tiếp đó là vịt, ngỗng và gà tây. Một dồi lợn được gọi là jaternice, được làm từ mọi phần của lợn, cũng được tiêu thụ nhiều. Thịt săn, đặc biệt là lợn lòi, thỏ và thịt nai, cũng có trong cả năm. Thịt cừu và dê cũng được tiêu thụ, nhưng không rộng rãi.
Rượu được tiêu thụ trên khắp Slovakia. Rượu Slovak chủ yếu tới từ các vùng phía nam dọc sông Danube và các phụ lưu; nửa phía bắc đất nước quá lạnh và nhiều đồi núi để trồng nho. Theo truyền thống, rượu trắng được dùng nhiều hơn rượu đỏ hay rosé (ngoại trừ ở một số vùng), và rượu ngọt phổ biến hơn rượu nặng, nhưng những năm gần đây thị hiếu dường như đang thay đổi. Bia (chủ yếu theo kiểu pilsener, dù bia đen cũng được tiêu thụ) cũng phổ biến trên cả nước.